# Такая Куроїсі
Такая Куроїсі (яп. 黒石 貴哉; нар. 24 лютого 1997, Хіого, Японія) — японський футболіст, нападник «Міто Холліхок», який виступає в оренді за «Нагано Парсейро».

## Життєпис
Футболом розпочав займатися у шкільній команді Міжнародного університеті в Кобе та в команді університету Хімеджи Доккіо. У 2019 році підписав свій перший професійний контракт, з «МІО Бівако Шига». Клуб із Кусацу виступав у четвертій лізі чемпіонату Японії — Японській футбольній лізі. У 2020 році переїхав у Хатінохе, до клубу третього дивізіону «Ванроре Хатінохе». Зіграв 45 матчів за клуб у третьому дивізіоні. На початку серпня 2021 року перейшов до представника другого дивізіону, «Міто Холліхок». На початку сезону 2023 року не отримав шансу зіграти, але в травні вийшов у стартовому складі у двох поєдинках. Хоча гравець демонстрував ознаки одужання, під час тренування 17 травня отримав травму, йому діагностували розтягнення правого підколінного сухожилля. У 2024 році перейшов в оренду до «Нагано Парсейро».

## Статистика виступів

### Клубна
Станом на 10 листопада 2020 року
| Клуб               | Сезон             | Ліга              | Ліга  | Ліга | Нац. кубок | Нац. кубок | Кубок ліги | Кубок ліги | Інші  | Інші | Загалом | Загалом |
| Клуб               | Сезон             | Дивізіон          | Матчі | Голи | Матчі      | Голи       | Матчі      | Голи       | Матчі | Голи | Матчі   | Голи    |
| ------------------ | ----------------- | ----------------- | ----- | ---- | ---------- | ---------- | ---------- | ---------- | ----- | ---- | ------- | ------- |
| «МІО Бівако Шига»  | 2019              | ЯФЛ               | 21    | 1    | 1          | 0          | –          | –          | 0     | 0    | 22      | 1       |
| «Ванроре Хашиноге» | 2020              | Джей-ліга 3       | 23    | 2    | 0          | 0          | –          | –          | 0     | 0    | 23      | 2       |
| Усього за кар'єру  | Усього за кар'єру | Усього за кар'єру | 44    | 3    | 1          | 0          | 0          | 0          | 0     | 0    | 45      | 3       |

Коментарі
1. ↑  Матч(і) в Кубку Імператора